# Twoism
Twoism е албум издаден от Boards of Canada чрез техния собствен лейбъл Music70 през 1995. Той е изцяло самофинансиран и издаден под формата на аудио касета, разпостранявана в тесен кръг. Реалното публично издаване не става факт до 1996, когато EP-то Hi Scores не е издадено от Skam Records. Фактически „Twoism“ е този албум, чрез който са били забелязани от Skam Records. През 2002 албумът е преиздаден на диск и винил от Warp Records.
Между версията на песента им „Sixtyniner“ в този албум и нейната версия в други техни издания има забележима разлика. Това е показателно за практиката на Boards of Canada да преиздава свои ранни материали в популярните си издания, но с някакви нанесени промени.
Преди „Twoism“ да бъде преиздаден години след официалното му излизане, той е изключително търсен, защото има не повече от 100 официални копия.
„Twoism“ е единственият широко-разпространен албум на Boards of Canada, който да включва и третият член на групата в онеди години Крис Хорн, изписан като Chris H. в оригиналното издание. Въпреки това при преиздаването на албума през 2002 от Warp Records името му не е включено, внасяйки допълнителна неяснота относно неговите приноси за групата.
„Smokes Quantity“ включва в края си скритата песен „1986 Summer Fire“.
Изданията на диск и винил от 2002 са с обърнати канали сравнение с оригиналното винилно издание.

## Песни
1. Sixtyniner – 5:17
2. Oirectine – 5:11
3. Iced Cooly – 2:22
4. Basefree – 6:35
5. Twoism – 6:06
6. Seeya Later – 4:33
7. Melissa Juice – 1:32
8. Smokes Quantity – 4:48
9. 1986 Summer Fire – 1:36 (скрита песен)